# 富山県の図書館一覧
富山県の図書館一覧（とやまけんのとしょかんいちらん）は、富山県内の図書館を一覧にしたものである。移動図書館及び学校図書館は除く。

## 県立図書館

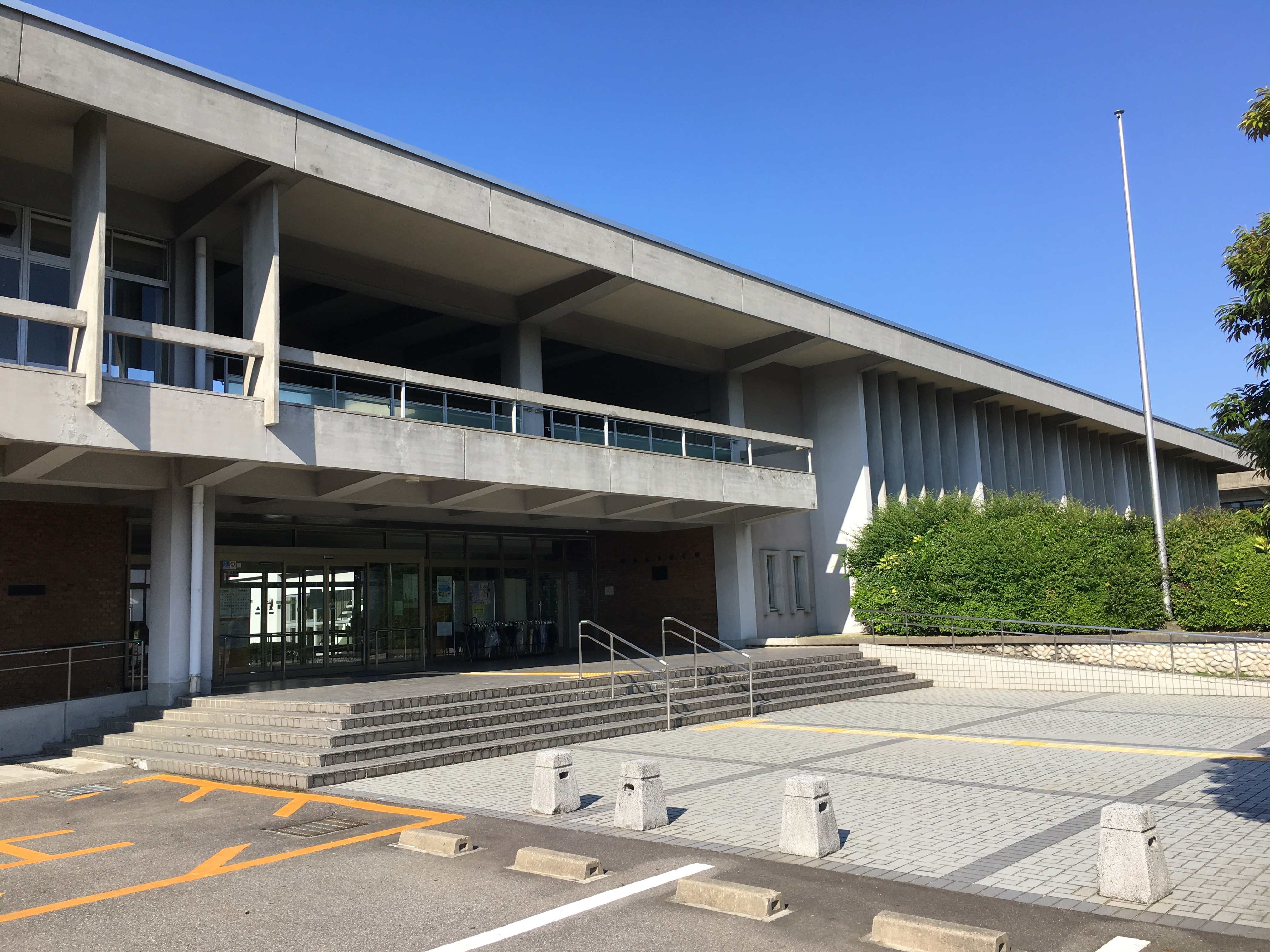
富山県立図書館

- 富山県立図書館（富山市）

## 市町村立図書館
- 富山市立図書館本館（TOYAMAキラリ）
  - 大沢野図書館（旧・大沢野町立図書館）
  - 大山図書館（旧・大山町立図書館）

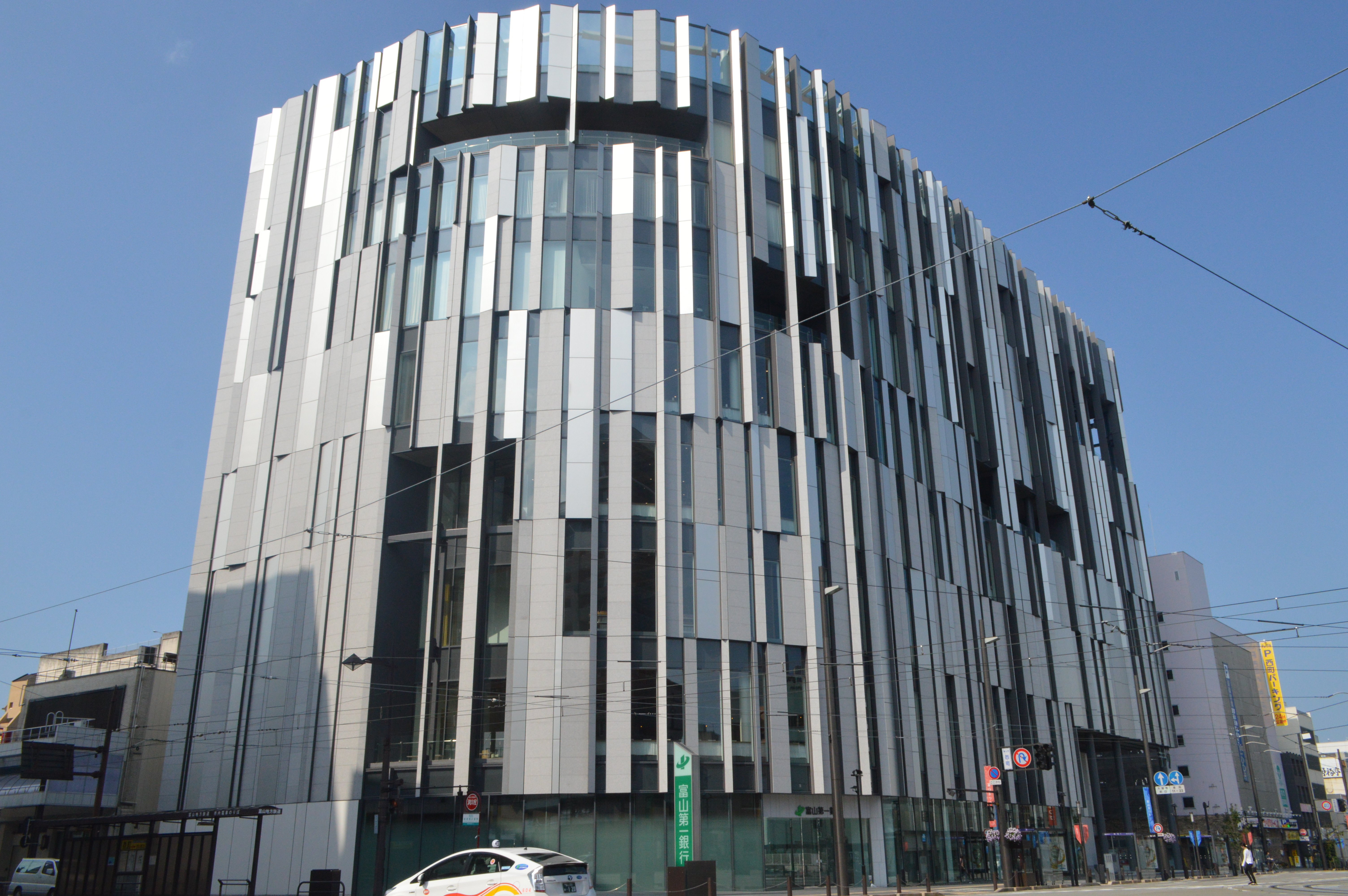
富山市立図書館本館

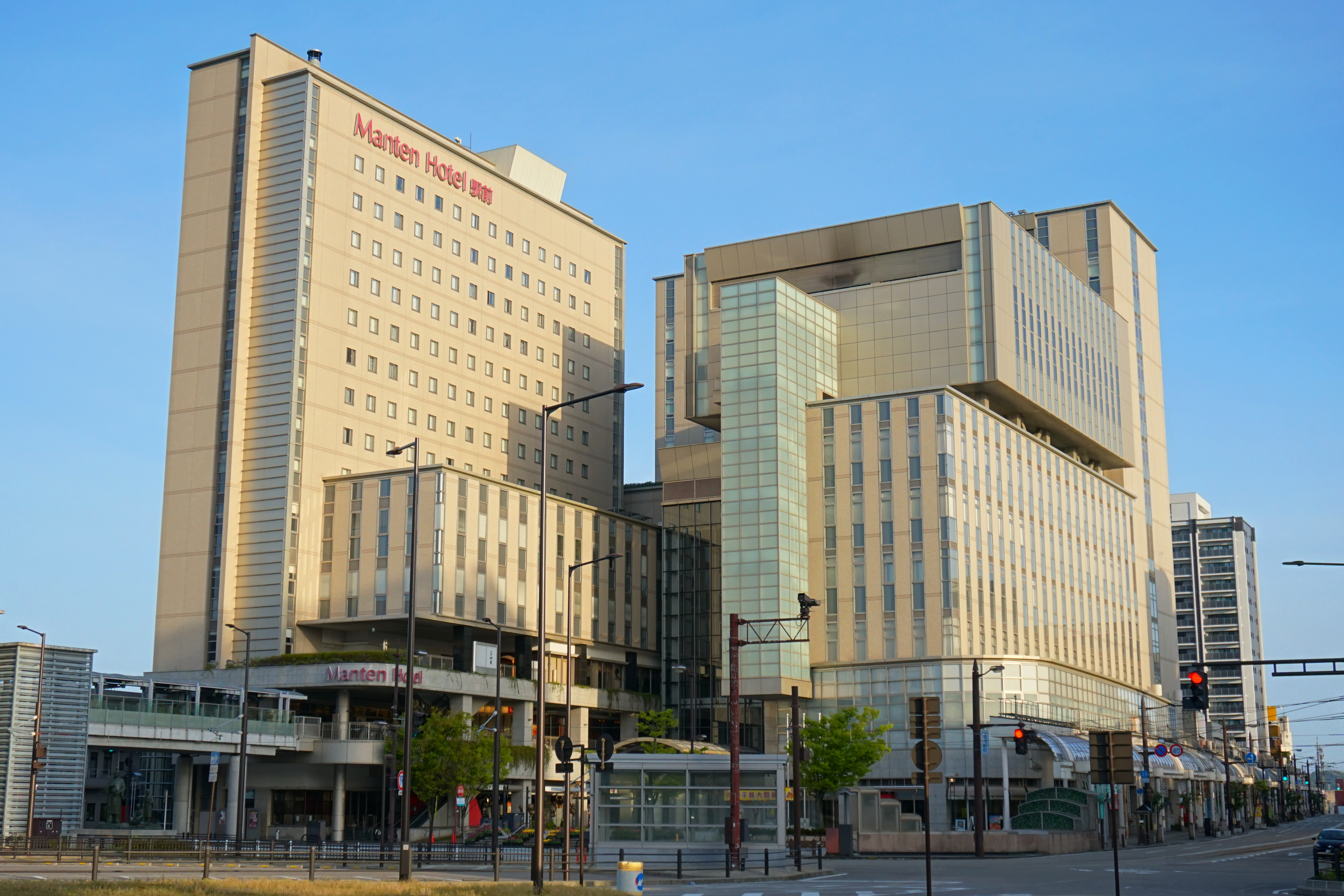
高岡市立中央図書館

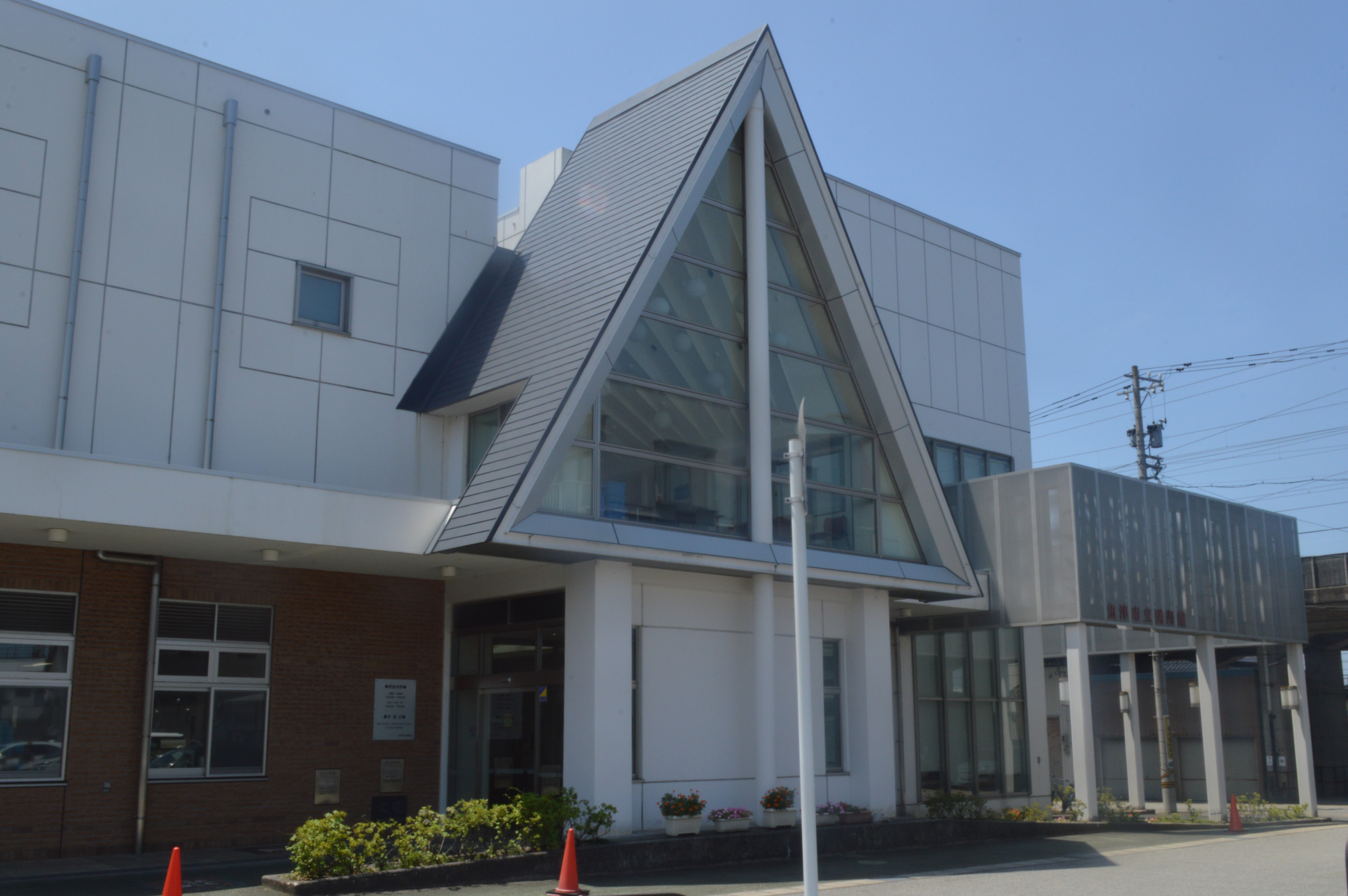
魚津市立図書館

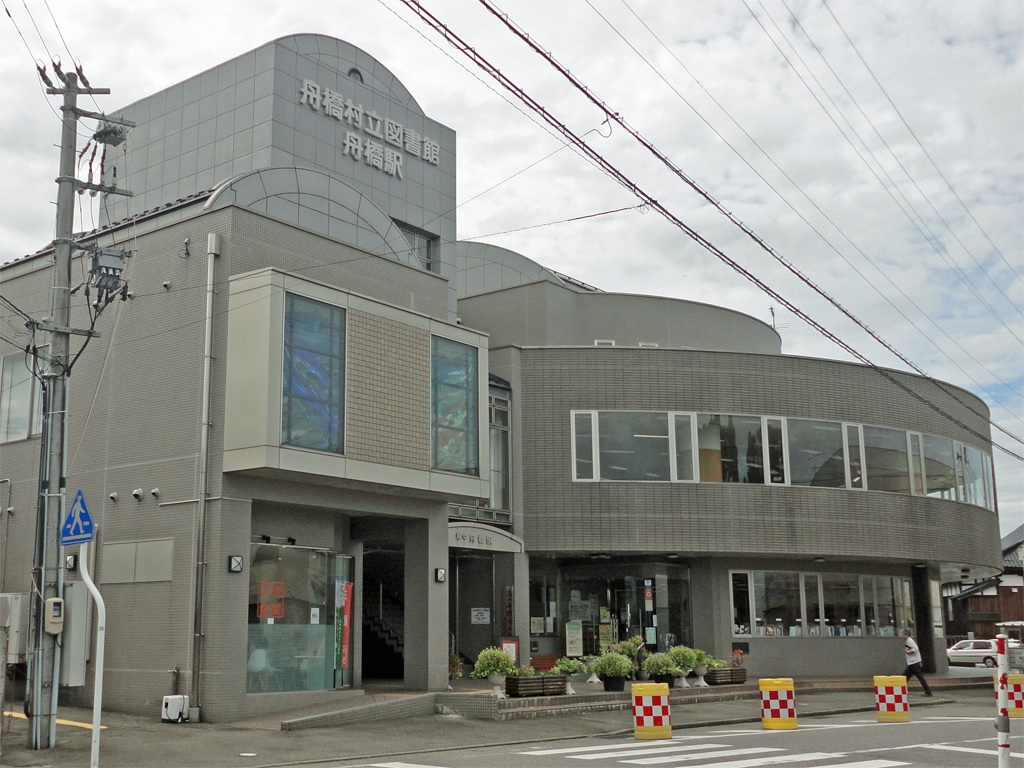
舟橋村立図書館

  - 八尾図書館ほんの森（旧・八尾町立図書館ほんの森）
  - 婦中図書館（旧・婦中町立図書館）
  - 山田図書館（旧・山田村立図書館）
  - 細入図書館（旧・細入村立図書館）
  - 水橋分館
  - 岩瀬分館
  - 呉羽分館
  - 豊田分館
  - 藤ノ木分館
  - 蜷川分館
  - 月岡分館
  - 大広田分館
  - 新庄分館
  - 奥田北分館
  - 四方分館
  - 堀川分館
  - 堀川南分館
  - 山室分館
  - 東部分館
  - 八尾東町分館（旧・八尾町立東町図書館）
  - 八尾福島分館（旧・八尾町立福島図書館） 2015年（平成27年）10月閉館
  - とやま駅南図書館「ぶらり」（旧・とやま市民交流館図書サービスコーナー、富山ステーションフロントCiC）
  - こども図書館
- 高岡市立中央図書館（ウイング・ウイング高岡）
  - 伏木図書館
  - 戸出図書館
  - 中田図書館
  - 福岡図書館（旧・福岡町立図書館）
- 魚津市立図書館
- 氷見市立図書館
- 滑川市立図書館
- 黒部市立図書館
  - 宇奈月館（旧・宇奈月町立図書館）
- 砺波市立砺波図書館
  - 庄川図書館（旧・庄川町立図書館）
- 小矢部市民図書館（旧・小矢部市立石動図書館）
  - おとぎの館図書室
  - 津沢コミュニティプラザ図書コーナー（旧・小矢部市立砺中図書館）
- 南砺市立図書館
  - 南砺市立中央図書館（旧・福光町立図書館、旧・南砺市立福光図書館）
  - 城端図書館（旧・城端町立図書館）
  - 平図書館（旧・平村立図書館）
  - 井波図書館（旧・井波町立図書館）
  - 福野図書館（旧・福野町立図書館、旧・南砺市立中央図書館）
  - 上平図書サービスコーナー（旧・上平村立図書館）
  - 利賀図書サービスコーナー（旧・利賀村立図書館）
  - 井口図書サービスコーナー（旧・井口村立図書館）
- 射水市図書館
  - 射水市中央図書館（旧・町立小杉図書館）
  - 新湊図書館（旧・新湊市図書館）
    - 新湊図書館東部分室（旧・新湊市図書館東部分室、2009年3月廃止）

  - 正力図書館（旧・大門町立正力図書館）
  - 大島図書館（旧・大島町立図書館、2015年12月廃止）
  - 下村図書館（旧・下村立下村図書館）
- 舟橋村立図書館
- 町立上市図書館（上市町）
- 立山町立立山図書館
- 入善町立図書館
- 朝日町図書館

## 私立図書館
- 富山県民話財団附属図書館
- 眉丈文庫（高岡市）
- 利賀合掌文化村財団芸術図書館（南砺市、廃止）

## 大学図書館等
- 富山大学附属図書館中央図書館（富山市）
  - 医薬学図書館（富山市）
  - 芸術文化図書館（高岡市）
- 富山県立大学附属図書館（射水市）
- 高岡法科大学図書館（高岡市）
- 富山国際大学図書館（富山市）
- 富山短期大学図書館（富山市）
- 富山福祉短期大学図書館（射水市）
- 洗足学園魚津短期大学図書館（魚津市、2002年廃止）
- 富山高等専門学校本郷図書館（富山市）
  - 射水図書館（射水市）

## その他
- 富山県民共生センターサンフォルテ図書室（富山市）
- 富山県総合福祉会館図書室（富山市）
- 高岡市万葉歴史館図書閲覧室（高岡市）
- 射水市大島絵本館（旧・大島町絵本館）